# Matthew Newton
Matthew Joseph Newton (Melbourne, Victoria; 22 de enero de 1977) es un actor australiano, más conocido por haber interpretado a Terry Clark en la serie Underbelly: A Tale of Two Cities.

## Biografía
Es hijo del actor Bert Newton y la actriz Patricia "Patti" McGrath-Newton, tiene una hermana llamada Lauren Newton.
En 1988 se graduó de la prestigiosa escuela australiana National Institute of Dramatic Art.
Newton sufre de estrés postraumático, trastorno obsesivo-compulsivo y depresión bipolar.
En el 2001 comenzó a salir con la actriz Brooke Satchwell, sin embargo la relación terminó en el 2006, después de que Newton la golpeara. Newton fue acusado de cuatro delitos de asalto común entre ellos intimidación y asalto a la integridar física de Satchwell, tres de los cargos fueron retirados y Newton se declaró culpable de asalto común y fue sentenciado a 12 meses de servicio comunitario.
En enero del 2007 comenzó a salir con la actriz Gracie Otto, sin embargo la relación terminó en el 2008, ambos terminaron en buenos términos.
En el 2009 comenzó a salir con la actriz Rachael Taylor la relación terminó en agosto del 2010 después de que Newton la atacara.

## Carrera
En el 2002 apareció en la película Queen of the Damned donde interpretó al vampiro Armand junto a las actrices Lena Olin y Claudia Black.
En enero del 2007 Newton fue despedido del programa de radio Nova, recientemente había sido contratado para ser el coanfitrión junto con el comediante Akmal Saleh del programa "The Matt and Boothy Show", la actriz Kate Ritchie lo reemplazó en el programa de radio.
En el 2008 interpretó a Isaac Talbot en un episodio de la serie médica All Siants, previamente había aparecido por primera vez en la serie en el 2005 donde interpretó a Derek Cook durante el episodio "Potential".
En el 2009 se unió al elenco principal de la exitosa serie Underbelly: A Tale of Two Cities donde interpretó al criminal y jefe de la banda de narcotraficantes Terry "Mr. Asia" Clark.
En el 2010 Newton fue escogido para ser el nuevo presentador del programa The X-Factor Australia, sin embargo después de ser despedido y luego de que entrara a rehabilitación, fue remplazado por el actor Luke Jacobz.

## Controversias y arrestos
En el 2006 Newton apareció en un episodio en la víspera de año nuevo del programa "The Big Night" con John Foreman, ambos simularon estar realizando actos sexuales y usando malas palabras, lo cual ocasionó la molestia de varios televidentes.
Newton ha tenido problemas de consumo de alcohol, cocaína, marihuana y metanfetamina.
Ese mismo año Newton fue acusado de cuatro delitos de asalto común en contra de su novia la actriz Brooke Satchwell, entre ellos intimidación y asalto a la integridar física de Satchwell, tres de los cargos fueron retirados y Newton se declaró culpable de asalto común y fue sentenciado a 12 meses de servicio comunitario.
En noviembre del 2009 Newton destruyó el cuarto de su hotel en Kings Cross, Sídney. El daño en la habitación fue cerca de los $9,000 dólares. Un día después fue Newton causó pánico entre el personal y pasajeros de una aerolínea antes de que las puertas fueran cerradas saliéndose de su lugar.
En diciembre del mismo año apareció de nuevo en las noticias después de quejarse de su habitación de hotel en la ciudad de Mildura, y más tarde entró a rehabilitación por abuso de drogas, alcohol y manejo de ira.
En agosto del 2010 su novia la actriz Rachael Taylor puso una orden de restricción en contra de Newton por dos incidentes de violencia doméstica luego de que la atacara en un hotel en Roma.
En febrero del 2011 Newton fue acusado de romper los términos de su orden de restricción; fue liberado bajo fianza y se le ordenó comparecer en el Tribunal de Justicia en marzo del mismo año. El 4 de diciembre del mismo año Newton fue acusado de asaltar a un taxitsta dos veces en un suburbio de Sídney de Crows Nest; Newton fue acusado de asalto común y compareció ante el tribunal en enero del 2012.
En abril del 2012 Newton fue arrestado dos veces en Miami, Florida. El primer incidente fue el 7 de abril cuando fue acusado de allanamiento de morada y resistencia al arresto. El segundo incidente se registró el 17 de abril después de que Newton fuera acusado de agresión y resistencia, después de aracar a un recepcionista de hotel.

## Filmografía
Televisión
| Año         | Título                           | Papel                     | Notas                                      |
| ----------- | -------------------------------- | ------------------------- | ------------------------------------------ |
| 2009        | Underbelly: A Tale of Two Cities | Terry "Mr. Asia" Clark    | 13 episodios                               |
| 2008        | The Strip                        | Gregor Foxx               | episodio # 1.10                            |
| 2008        | All Siants                       | Isaac Talbot              | episodio "The Simple Things"               |
| 2006 - 2008 | Stupid Stupid Man                | Nick Driscoll             | 16 episodios                               |
| 2005        | The Surgeon                      | Dr. Nick Steele           | 8 episodios                                |
| 2001        | Changi                           | David Collins             | 6 episodios Miniserie                      |
| 2001        | Farscape                         | Ka Jothee                 | 6 episodios                                |
| 2000        | Grass Roots                      | Derek Garner              | episodio "The Whole Year"                  |
| 2000        | Water Rats                       | Josh Rogers               | episodio "Obsession"                       |
| 2000        | The Lost World                   | Gwain                     | episodio "Camelot"                         |
| 1999        | Chuck Finn                       | Dr. Finlay/Steven Stevens | episodio "Scrutiny on the Bounty"          |
| 1999        | Good Guys Bad Guys               | Casper Moody              | episodio "Dog People"                      |
| 1995        | Snowy River: The McGregor Saga   | Soldado Horsefall         | episodio "Toy Soldiers"                    |
| 1992        | Late for School                  | Dennis Price              | 13 episodios                               |
| 1988        | Sugar and Spice                  | Freddo                    |                                            |
| 1987        | The Flying Doctors               | Simon Maguire             | episodio "All Things Bright and Beautiful" |

Cine
| Año  | Título                | Personaje                    | Notas        |
| ---- | --------------------- | ---------------------------- | ------------ |
| 2013 | The Sideways Light    | Aidan                        |              |
| 2011 | Face to Face          | Jack                         |              |
| 2011 | The Lie               | Steve                        |              |
| 2008 | Three Blind Mice      | Harry McCabe                 | [ 24 ]       |
| 2008 | Bitter & Twisted      | Matt Salt                    |              |
| 2008 | Ascension             | Luke                         | Cortometraje |
| 2007 | La même nuit          | Louie                        | Cortometraje |
| 2006 | The Bet               | Will                         |              |
| 2005 | The Great Raid        | Segundo Prisionero de Guerra |              |
| 2004 | Right Here Right Now  | Jefferson                    |              |
| 2002 | Blurred               | Mason, el chofer             |              |
| 2002 | Queen of the Damned   | Armand                       |              |
| 2000 | My Mother Frank       | David Kennedy                |              |
| 2000 | Looking for Alibrandi | John Barton                  |              |
| 1993 | Body Melt             | Bronto                       |              |

Productor, escritor y director
| Año  | Obra/Película        | Notas                  |
| ---- | -------------------- | ---------------------- |
| 2008 | Three Blind Mice     | Director y escritor    |
| 2007 | La même nuit         | Cortometraje Productor |
| 2004 | Right Here Right Now | Director y escritor    |

Teatro
| Año  | Obra                       | Personaje | Director (a)   | Teatro            | Notas                |
| ---- | -------------------------- | --------- | -------------- | ----------------- | -------------------- |
| 2009 | Poor Boy                   | Daniel    | Simon Phillips | Melbourne Theatre | [ 26 ] [ 27 ] [ 28 ] |
| 2008 | Rock 'N' Roll              | Jan       | Simon Phillips | Sydney Theatre    | [ 29 ]               |
| 2007 | The History Boys           | Irwin     | Peter Evans    | -                 | [ 30 ]               |
| 2005 | Boy Gets Girl              | -         | Robyn Nevin    | -                 |                      |
| 2002 | Volpone                    | -         | Marion Potts   | -                 |                      |
| 2000 | The White Devil            | -         | Gale Edwards   | Theatre Royal     |                      |
| 1999 | Laughter on the 23rd Floor | -         | Adam Cook      | -                 |                      |

## Premios y nominaciones
| Año  | Categoría                                       | Premio                           | Obra              | Resultado |
| ---- | ----------------------------------------------- | -------------------------------- | ----------------- | --------- |
| 2011 | Best Actor                                      | IF Award                         | Face to Face      | Nominado  |
| 2009 | Most Outstanding Performance by an Actor - Male | ASTRA Award                      | Stupid Stupid Man | Nominado  |
| 2008 | -                                               | Golden Alexander Award           | Three Blind Mice  | Nominado  |
| 2008 | Best Screenplay                                 | Thessaloniki Film Festival Award | Three Blind Mice  | Ganador   |
| 2008 | -                                               | FIPRESCI Prize                   | Three Blind Mice  | Ganador   |
| 2002 | Most Outstanding Actor                          | Silver Logie Award               | Changi            | Nominado  |